# Mesochorus bahiae
Mesochorus bahiae är en stekelart som beskrevs av Dasch 1974. Mesochorus bahiae ingår i släktet Mesochorus och familjen brokparasitsteklar. Inga underarter finns listade i Catalogue of Life.